# 下到津出入口
下到津出入口（しもいとうづでいりぐち）は、福岡県北九州市小倉北区にある、北九州高速道路1号線のインターチェンジである。
現在は北九州市道都下到津線の完成により、国道3号戸畑バイパスにも接続している。

## 道路
- 北九州高速1号線(109)

## 料金所

### 入口
- ブース数：2
  - ETC専用：1
  - 一般：1

## 接続道路
- 国道3号戸畑バイパス（市道都下到津線を通じて）
- 福岡県道271号下到津戸畑線

## 周辺
- 九州栄養福祉大学
- 東筑紫短期大学
- 西南女学院中学校・高等学校
- 東芝北九州工場
- JR九州小倉総合車両センター
- 福岡県立小倉工業高等学校
- 福岡県立小倉西高等学校
- 到津の森公園

## 隣
北九州高速1号線
(108)勝山出入口 - 愛宕JCT - (109)下到津出入口